# Starlite (Material)
Starlite ist ein hitzebeständiger und isolierender Kunststoff, der vom englischen Amateurchemiker und Friseur Maurice Ward (* 1933, † Mai 2011) um das Jahr 1985 entwickelt wurde, dessen Zusammensetzung jedoch bis heute nicht öffentlich bekannt ist. Inspiriert wurde er laut eigener Aussage durch das Flugzeugunglück British-Airtours-Flug 28M am 22. August 1985, bei dem 53 Passagiere und zwei Besatzungsmitglieder starben. Durch einen Bericht im Wissenschafts-Fernsehmagazin Tomorrow’s World der BBC mit Peter Macann wurde Starlite 1990 einem größeren Publikum bekannt gemacht. In der Sendung wurde ein rohes Hühnerei über längere Zeit der Flamme einer Lötlampe ausgesetzt. Durch die Ummantelung mit Starlite blieb nicht nur das Ei roh, man konnte es, ohne sich zu verbrennen, in die Hand nehmen.
Das US-Unternehmen Thermashield hat nach eigenen Angaben die Rechte an Starlite im Jahr 2013 erworben und es reproduziert.

## Eigenschaften
Starlite ist weiß und lässt sich zu einer Masse verarbeiten, die wie Farbe als dünne Schicht aufgetragen werden kann.
Bei den Vorführungen im britischen Fernsehen überstand Starlite 1200 °C und scheint die Hitze nicht weiterzugeben. Laut seinem Erfinder werden bei der Hitzeeinwirkung keine toxischen Substanzen frei. Professor Keith Lewis führte im Auftrag der Royal Signals and Radar Establishment (RSRE) in Malvern Versuche mit Lasern an Starlite durch, konnte sich jedoch nicht erklären, ob der Kunststoff die Hitze zerstreut, reflektiert oder absorbiert.

## Ausbleiben der Vermarktung
Ward erlaubte zwar einigen Firmen, seine Erfindung zu testen, unter anderem auch dem ehemaligen britischen Chemieunternehmen Imperial Chemical Industries, erlaubte es jedoch nie, dass Proben bei den Unternehmen verbleiben, aus Angst, man würde Starlite entschlüsseln und ohne ihn vermarkten können. Sein Beharren darauf, 51 % der Rechte an der Formel zu behalten, war ein weiteres Hindernis für mögliche Interessenten, so dass angenommen wird, Maurice Ward habe sein Geheimnis mit ins Grab genommen, statt es einer seiner vier Töchter anzuvertrauen.
Die US-amerikanische Firma Thermashield behauptet, die Formel für Starlite 2013 von der Witwe Wards erworben zu haben. Seitdem haben sie mehrere Tests veröffentlicht, die Versuchsergebnisse von Ward mit ihrem Material reproduzieren.

## Zusammensetzung
Maurice Ward hielt die Formel für Starlite geheim, sagte jedoch aus, dass es eine Mischung aus 21 Zutaten sei, darunter überwiegend organische Polymere, Copolymere und kleine Mengen von Keramik.

## Reproduktion
2018 veröffentlichte der Youtuber NightHawkInLight Videos, die ein Material mit sehr ähnlicher Widerstandsfähigkeit zeigen. Das Material besteht hauptsächlich aus Stärke, Backpulver und Polyvinylacetat-Kleber.
In einer verbesserten Rezeptur, die NightHawkInLight 2020 in einem Fortsetzungsvideo vorstellte, ersetzt er den erheblich teureren PVAC-Kleber durch einfaches Mehl, was zu einer Kostenreduktion um 50 % führt. Die Zugabe von Borax, einem außerhalb Europas als Haushaltschemikalie gebräuchlichen Borat, soll das Problem von Fraßschäden durch Insekten der ansonsten generell essbaren Mischung verhindern.
Das US-Unternehmen Thermashield, das nach eigenen Angaben Eigentümer der Rechte an Starlite ist, erklärte, dass Starlite nicht aus Haushaltszutaten hergestellt wird und keinen PVA-Kleber, kein Backpulver oder Natron enthält.